# Zenélő íj
A zenélő íj vagy zenei íj egy egyszerű húros (kordofon) hangszer, amelyet számos afrikai nép használ, de Amerikában, továbbá Ázsiában és Óceániában is megtalálható.

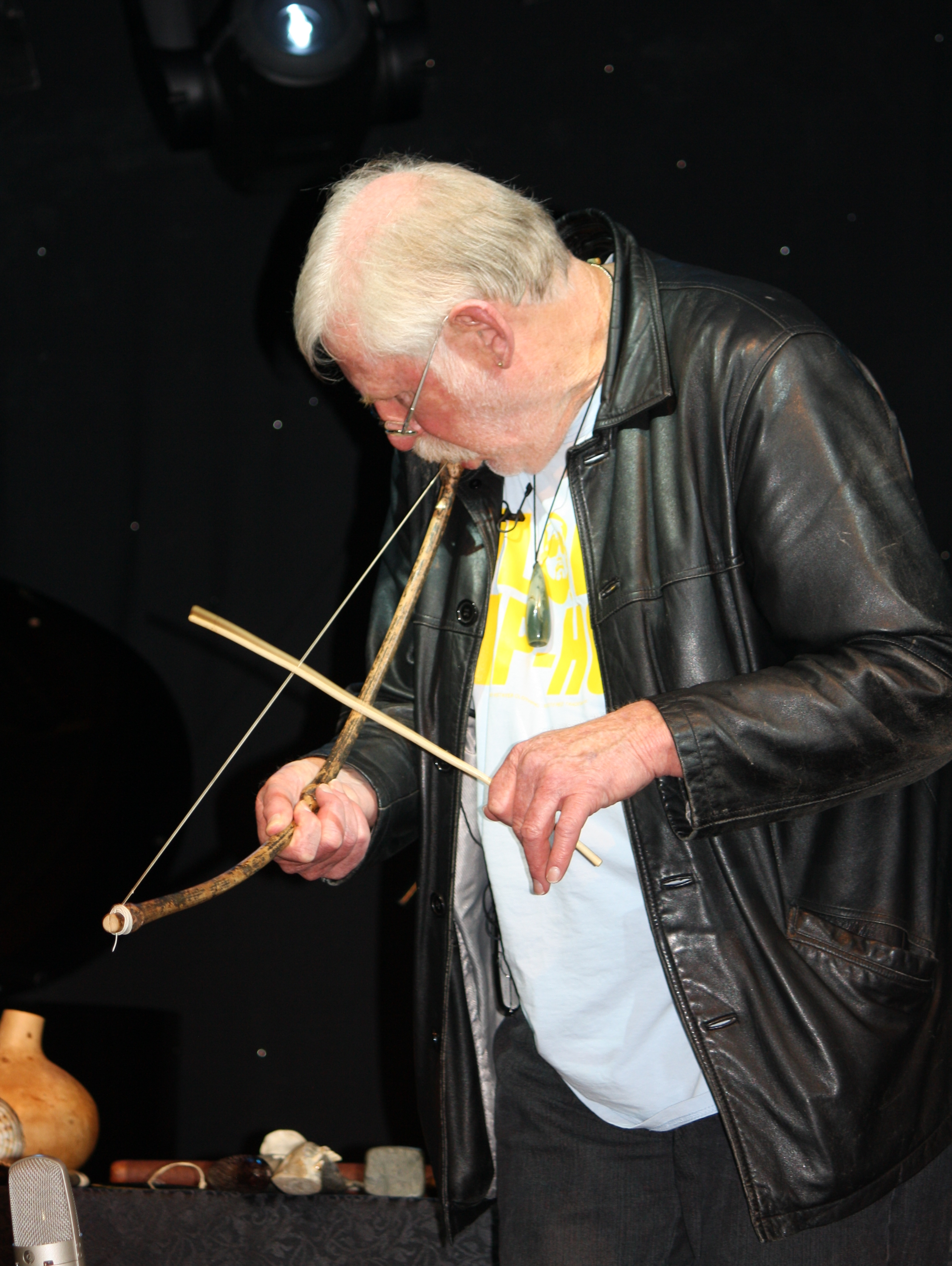
Egy férfi a hagyományos maori zenélő íjjal

Ez a hangszer egy hajlékony, általában 0,5–3 méter hosszú botból készül, amelynek végeit egy húrral kötik össze. Alakja hasonlít egy íjra, melyről a nevét kapta.
Többnyire egy, de ritkán kettő vagy három húros. A húrokat ujjakkal, pengetéssel, ütéssel vagy vonóval hozzák rezgésbe. Csatlakozhat hozzá még egy kivájt tök hangszertest, rezonátor.
A rezonáló test nélküli zenei íjaknál a rezonanciát úgy tudják erősíteni, hogy az íjat üreges botból készítik.
A rezonátort helyettesítendő, a zenész az íj egyik végét a szájába helyezi, s így a szájüreg működik rezonátorként.  A rezonátortest pótlásának másik fajtája,  amikor az íjat fémdobozra helyezik és az veszi át, illetve erősíti fel a rezgéseket.
A Kongó-medencében a topoke nép tagjai nem a húrt, hanem az íj botrészét tartják a szájukban, de itt is a szájüreg szolgál rezonátor erősítőként.
Nyugat-Afrika egyes részein (pl. Libéria) használják a több húros, tökhéj rezonátorral ellátott zenei íjat.
Bizonytalan, hogy a zenei íj a vadászíjból fejlődött-e ki, de a Kalahári-sivatag bushmanjai vadászati íjaikat időnként zenei használatra alakítják át.  Valamikor Európában is megtalálható volt, de itt továbbfejlődött. Amerikában ez volt az egyetlen vonós hangszer, amely az európai hódítás előtt létezett a dél-amerikai indiánok között.

## Fajtái
A zenélő íjak fajtái 
- Egyszerű íjak
- Rezonálótesttel ellátott íjak
- Szájíjak
- Földíjak
- Összetett íjak

### Sachs–Hornbostel-féle osztályozás
A Sachs–Hornbostel-féle osztályozás alapján 
| 311.1 zenélő íjak a húrhordozó hajlékony, ívelt rúd | 311.11 idiokord zenélő íjak a húr a húrhordozó anyagából van hasítva    | 311.111 monoidiokord zenélő íjak egy húr    |                                |                                     |                                  |          |
| 311.1 zenélő íjak a húrhordozó hajlékony, ívelt rúd | 311.11 idiokord zenélő íjak a húr a húrhordozó anyagából van hasítva    | 311.112 poliidiokord zenélő íjak több húr   |                                |                                     |                                  |          |
| 311.1 zenélő íjak a húrhordozó hajlékony, ívelt rúd | 311.12 heterokord zenélő íjak a húr más anyagból van, mint a húrhordozó | 311.121 monoheterokord zenélő íjak egy húr  | 311.121.1 rezonátor nélkül     | 311.121.11 hangoló hurok nélkül     |                                  |          |
| 311.1 zenélő íjak a húrhordozó hajlékony, ívelt rúd | 311.12 heterokord zenélő íjak a húr más anyagból van, mint a húrhordozó | 311.121 monoheterokord zenélő íjak egy húr  | 311.121.1 rezonátor nélkül     | 311.121.12 hangoló hurokkal         |                                  |          |
| 311.1 zenélő íjak a húrhordozó hajlékony, ívelt rúd | 311.12 heterokord zenélő íjak a húr más anyagból van, mint a húrhordozó | 311.121 monoheterokord zenélő íjak egy húr  | 311.121.2 rezonátorral         | 311.121.21 nem csatolt rezonátorral |                                  |          |
| 311.1 zenélő íjak a húrhordozó hajlékony, ívelt rúd | 311.12 heterokord zenélő íjak a húr más anyagból van, mint a húrhordozó | 311.121 monoheterokord zenélő íjak egy húr  | 311.121.2 rezonátorral         | 311.121.22 csatolt rezonátorral     | 311.121.221 hangoló hurok nélkül |          |
| 311.1 zenélő íjak a húrhordozó hajlékony, ívelt rúd | 311.12 heterokord zenélő íjak a húr más anyagból van, mint a húrhordozó | 311.121 monoheterokord zenélő íjak egy húr  | 311.121.2 rezonátorral         | 311.121.22 csatolt rezonátorral     | 311.121.222 hangoló hurokkal     | berimbau |
| 311.1 zenélő íjak a húrhordozó hajlékony, ívelt rúd | 311.12 heterokord zenélő íjak a húr más anyagból van, mint a húrhordozó | 311.122 poliheterokord zenélő íjak több húr | 311.122.1 hangoló hurok nélkül |                                     |                                  |          |
| 311.1 zenélő íjak a húrhordozó hajlékony, ívelt rúd | 311.12 heterokord zenélő íjak a húr más anyagból van, mint a húrhordozó | 311.122 poliheterokord zenélő íjak több húr | 311.122.2 hangoló hurokkal     |                                     |                                  |          |

## Névváltozatai
A zenei íjak különféle neveken ismertek Afrika különböző részein és nyelvein:  
- Akele : ngongo
- Kimbundu : hungu
- Nguni : makhoyane
- Pedi : lekope
- Pigmeus: mbela [10]
- S. Sotho : lesiba, thomo, setolotolo
- Szuahéli: uta [4]
- Tepehuán : gat
- Tswana : segankure
- Tsonga : xizambi, xitende
- Umbundu : ombulumbumba
- Venda : tshihwana, lugube, tshijolo
- Xhosza : uhadi, umrhubhe, umqunge, inkinge
- Zulu : umakhweyana, ugubu, umqangala, umhubhe [11]
- Kung : m'bolumbumba
- Lingala : tolo-tolo
- umqangala

## Fordítás
Ez a szócikk részben vagy egészben  a   Musical bow című angol Wikipédia-szócikk ezen változatának fordításán alapul.  Az eredeti cikk szerkesztőit annak laptörténete sorolja fel. Ez a jelzés csupán a megfogalmazás eredetét és a szerzői jogokat jelzi, nem szolgál a cikkben szereplő információk forrásmegjelöléseként.